# 自由伊拉克電台
自由伊拉克电台（阿拉伯语：إذاعة العراق الحرّ）是一家已经停播的美国电台。

## 历史
1998年10月30日开播，2015年7月31日停播，以阿拉伯语广播，面向伊拉克及伊拉克移民社群播出。
该台是自由欧洲电台/自由电台的分台，总部位于捷克布拉格。2015年7月31日，电台停播，其广播业务并入同属广播理事会的萨瓦电台伊拉克分台。